# ضريح الباب

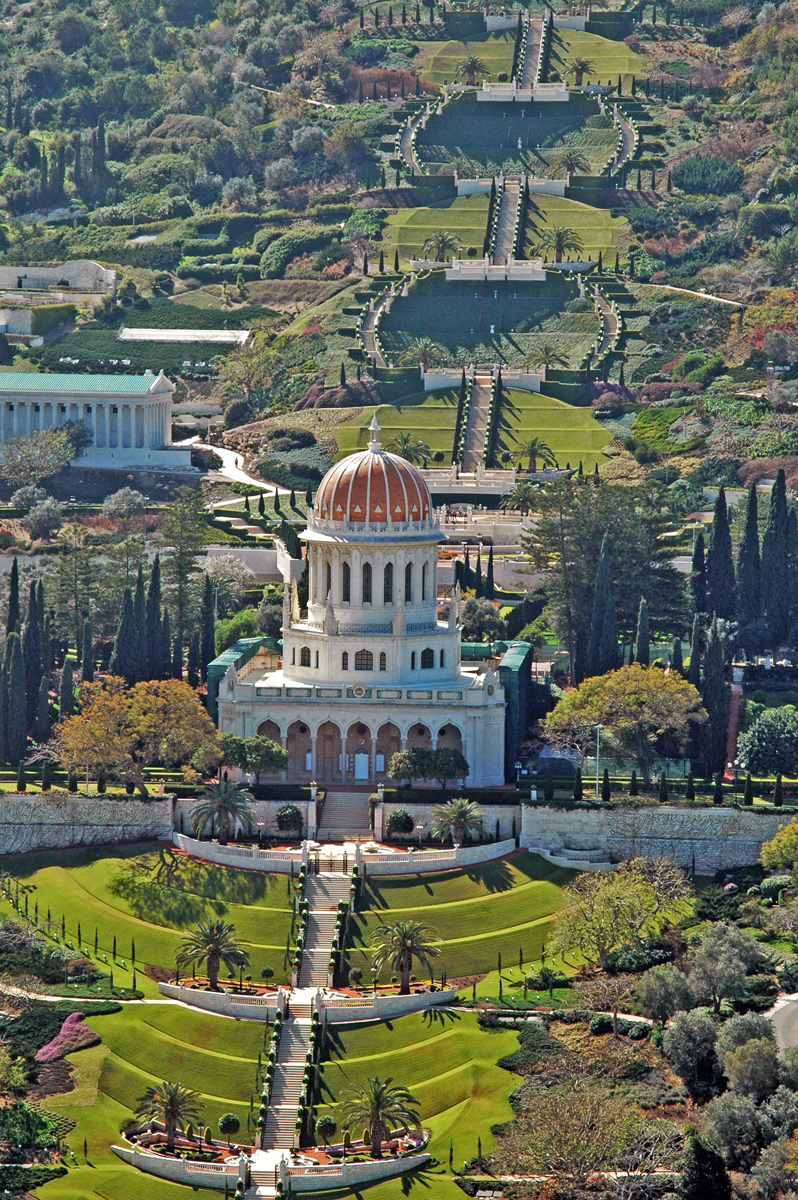
ضريح الباب في حيفا

ضريح الباب هو مقام علي محمد الشيرازي المُلقب بالباب (1819م - 1850م)، وهو المبشّر عند اتباع الديانة البهائية بظهور بهاءالله. عند زيارته لجبل الكرمل في مدينة حيفا الفلسطينية عام 1891م، عيّن بهاءالله مؤسس وشارع الديانة البهائية هذا المكان ليُدفَن فيه الباب. وقد خطّط عبدالبهاء للهيكل الذي صممه وبدأ ببناءٍ بسيطٍ، وأكمله بعد وفاته حفيده شوقي أفندي، والذي بدأ باتخاذ الخطوات اللازمة والعمل على إنشاء ضريحٍ يليق بمقام ومنزلة الباب منذ توليه أمور الجامعة البهائية. أما إطار الضريح الخارجي فقد تم البدء ببنائه في نيسان عام 1948م، بإشرافٍ دقيقٍ من شوقي أفندي وبمساعدة مهندسين معماريين، وانتهى من بنائه عام 1953م.
ضريح الباب، والذي يشكّل هيكلاً على سفوح جبل الكرمل في حيفا، إسرائيل اليوم، يعتبر ثاني أقدس مكانٍ على وجه الأرض بالنسبة للبهائيين، بعد ضريح بهاءالله في عكا. ويقع ضمن الأماكن المخصصة للحج البهائي في الوقت الحالي.
في 8 يوليو 2008م، تمّ إدراج ضريح الباب والحدائق المحيطة به على جبل الكرمل إلى جانب العديد من الأماكن المقدسة البهائية الأخرى في حيفا ومدينة عكا إلى قائمة التراث العالمي التابعة لمنظمة اليونسكو للتربية والثقافة والعلوم.

## نبذة تاريخية
وصل بهاءالله إلى منطقة عكا الفلسطينية في عام 1868م أسيرًا للإمبراطورية العثمانية في نفس العام الذي تأسست فيه أول مستعمرة فرسانٍ ألمانيةٍ في فلسطين في حيفا. بعد سنواتٍ، بعد إطلاق سراحه من الحبس الصارم، زار مستعمرة تمبلر على جبل الكرمل عدة مراتٍ. بعد ذلك طلب من ابنه عبدالبهاء أن يبني ضريح الباب على محاذاة طريق تمبلر كولوني (شارع الكرمل).
بعد أكثر من 60 سنةٍ من وفاة الباب، وبتنظيمٍ من عبدالبهاء، دفنت رُفاته للمرة الاخيرة يوم 21 مارس 1909م في ضريحٍ صغيرٍ من الحجر الفلسطيني بهندسةٍ معماريةٍ بسيطةٍ كان عبدالبهاء قد أشرف على بنائه بنفسه. وخلال عملية البناء، تمّ إتهام عبدالبهاء بأنه يبني حِصنًا ومخزنًا للذخيرة، إلى أن اتّضح خلاف ذلك عند إتمام البناء. ودُفن عبدالبهاء عند وفاته (28 تشرين الثاني) في نوفمبر عام 1921م في الغرفة المجاورة لضريح الباب في نفس المبنى.
قام شوقي أفندي حين توليه إدارة شؤون الأمر البهائي بعد وفاة عبدالبهاء عام 1921م، باتخاذ الخطوات اللازمة والعمل على إنشاء ضريحٍ يليق بمقام ومنزلة الباب. فبعد فترةٍ وجيزةٍ من توليه الأمور، تمكّن شوقي أفندي بمساعدة أحد البهائيين العراقيين، الحاج محمد القصابجي، أن يضيف ثلاث غرفٍ إلى الغرف الستة التي تكوّن منها مبنى الضريح. وأدى ذلك إلى تغيير شكل البناء من الشكل البيضاوي إلى المربع، للاستعداد لبناء الإطار الخارجي للضريح. وقام شوقي أفندي بنفسه بالإشراف على هذا العمل الذي استلزم إزالة جزءٍ من حافة الجبل لبناء الغرف الثلاث.
والمصمّم المعماري للإطار الخارجي لضريح الباب هو البهائي الكندي وليام سوثرلند ماكسويل، والد روحية خانم، زوجة شوقي أفندي. وكان قد طلب منه شوقي أفندي القدوم إلى فلسطين بعد وفاة زوجته، مي ماكسويل، عام 1941م لكي يعمل على تصميم هذا الصرح. قدّم شوقي أفندي إرشاداتٍ شاملةً، بما في ذلك استخدام الأساليب الغربية والشرقية، ولكنه ترك التفاصيل الفنية لماكسويل. كان تصميم ماكسويل لأعمدة بافينو المصنوعة من الجرانيت الوردي وأقواس شيامبو الحجرية ذات الطراز الشرقي والقبة الذهبية تنسيقًا بين الأسلوب الشرقي والغربي. تمّ الإعلان عن تفاصيل البناء الجديد في 22 مايو 1944م خلال اجتماع البهائيين للاحتفال بمرور 100 عامٍ على إعلان الباب لدعوته النبوية، حيث تمّ عرض نموذجٍ خلال الاجتماع يُمثّل البناء المُقترح، ورسوماتٍ هندسيةٍ ملونةٍ توضّح تفاصيل هذا البناء، وأرسل شوقي أفندي نسخًا من هذه الرسومات للمحافل البهائية المركزية في مختلف أنحاء العالم.
بسبب ندرة مواد البناء في المنطقة بعد الحرب العالمية الثانية، طلب شوقي أفندي عام 1947م من المهندس الإيطالي البهائي يوغو جياكيري البحث عن أفضل أنواع الرخام والمواد اللازمة لبناء هذا الصرح. ونوّه المهندس يوغو جياكيري في كتابه "Recollections" أنّ هدف شوقي أفندي كان استخدام الحرفيين الفلسطينيين والمصريين المهرة، لكنه أصبح صعبًا بسبب عدم استقرار الأوضاع السياسية ونزوح العديد من هؤلاء الحرفيين. وبذلك غيّر شوقي أفندي برنامجه، وقُطعت الحجارة للضريح وصُقلت في إيطاليا ثم شُحنت إلى فلسطين. سُمّي أحد أبواب المزار باسم جياكيري. وقيل إن البنية الفوقية كانت في ذلك الوقت أكبر مبنى جاهزٍ ينتقل من أوروبا إلى أي نقطةٍ في العالم. توفي ماكسويل عام 1952م، وأطلق شوقي أفندي اسمه على الباب الجنوبي للضريح. تم تصميم بعض الجوانب المتبقية من الهندسة الإنشائية للقبة من قبل البروفيسور هـ. نيومان من جامعة التخنيون، حيث قدم بعض الإرشادات المتعلّقة بالتصميمات الهندسية الإنشائية للقُبّة الذهبيّة. في عام 1952م، ساعد ليروي إيواس، وهو بهائيٌ أمريكيٌ كان مرتبطًا بشكلٍ وثيقٍ ببناء دار العبادة البهائية في ويلميت، إلينوي، شوقي أفندي في عملية البناء. استخدم إيواس مهاراته الإدارية وعقله العملي للإشراف على بناء القبة، وهي مهمةٌ تم تنفيذها دون توفر الآلات المتطورة. وقد سمّى شوقي أفندي باب المثمّن باسمه.
القبّة الذهبيّة موضوعةٌ على أسطوانةٍ ذات 18 نافذةٍ. وهذا بدوره مركبٌ على مثمّنٍ، وهي ميزةٌ اقترحها شوقي أفندي. وتم إضافة رواقٍ يحيط بالصرح الحجري. بدأ بناء إطار الضريح الخارجي الضخم في نيسان عام 1948م، وانتهى بناء الضريح عام 1953م. تم دفع تكاليفه بالكامل من قبل البهائيين في جميع أنحاء العالم. في عام 2008م، بدأ مشروع الترميم الخارجي والداخلي للضريح، واكتمل في أبريل 2011م.

## مكان العبادة
الضريح هو مكانٌ للدعاء والتأمل الفردي بسكونٍ وهدوءٍ، حيث لا تُقام أي احتفالاتٍ أو مناسك دينيةٍ. يتلو البهائيون دعاءً خاصًا عند زيارة الضريح معروفٌ باسم "لوح الزيارة"، معلقٌ على الحائط باللغتين العربية الأصلية والترجمة الإنجليزية.

## الحدائق البهائية في حيفا
الحدائق البهائية في حيفا هي حدائق تقع حول ضريح الباب على جبل الكرمل في شمال إسرائيل. تعتبر هذه الحدائق رمزًا من رموز حيفا المعاصرة وأحد أهم الأماكن السياحية فيها. تأخذ الحدائق مساحة كيلومترٍ طوليًا على سفح جبل الكرمل، وتغطي 200,000 متر مربعٍ من الجبل. وهناك 19 مدرجًا وأكثر من 1500 درجةً تصعد الجبل. بُدأ بالعمل بالحدائق عام 1987م، وفُتِحت للعامة في حزيران عام 2001م. يَعتبر البهائيون الحدائق البهائية على سفح جبل الكرمل هدية إلى الإنسانية فأبوابها مفتوحةٌ للجميع. وقد أصبح الموقع معلمًا ضخمًا في مدينة حيفا.
تقع على قمة الحدائق الشرفة المركزية، ذلك المبنى الشامخ ذو القبّة الذهبيّة، والذي يُسمى مقام الباب، أي ضريح ومرقد الباب. يُعتبر مقام الباب والحدائق المحيطة بها أحد المواقع الدينية المقدّسة الرئيسية للعقيدة البهائية، فهو أحد أماكن الحجّ الحالية ويزورها مئات البهائيين من حول العالم سنويًا.
تضمّ الحدائق على جبل كرمل في حيفا أيضًا مؤسسات المركز البهائي العالمي؛ والتي تتشكّل من بيت العدل الأعظم، ودار التبليغ العالمية، ودار الآثار العالمية، ومركز دراسة النصوص والأبحاث، والمكتبة البهائية العالمية التي سيتم بناؤها مستقبلًا.
حدائق البهائيين هي من أجمل المعالم في حيفا، وتمتد لمئات الهكتارات. من خلال هذه الحدائق التي تطلّ على جبل الكرمل بأكمله، تُوّجت مدينة حيفا بلقب "عروس جبل الكرمل"، في 8 يوليو 2008م، أُدرج مقام أو ضريح الباب والحدائق المحيطة به، إلى جانب العديد من الأماكن المقدسة البهائية الأخرى في حيفا وعكا، في قائمة اليونسكو للتراث العالمي.

## معرض الصور

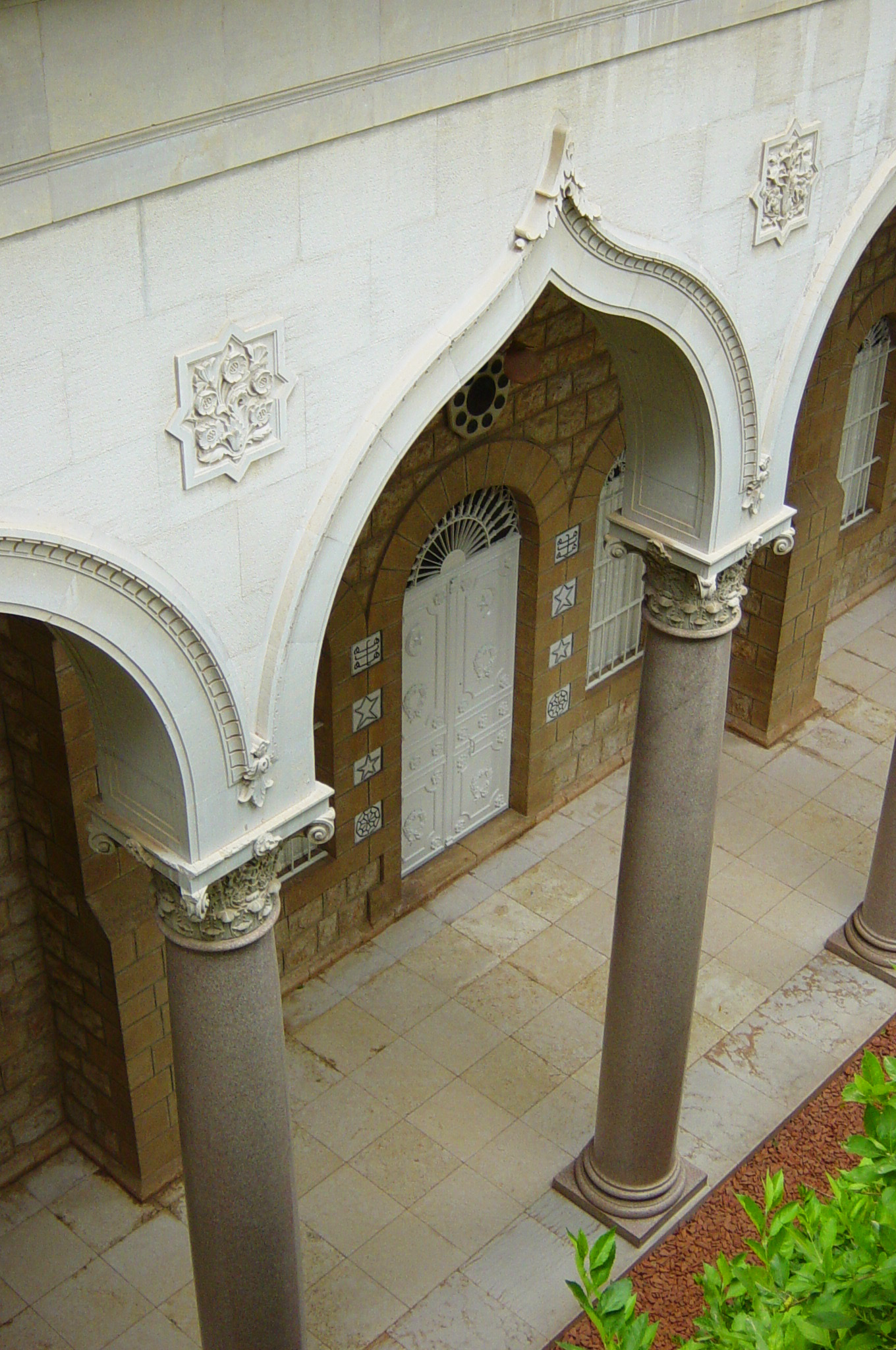
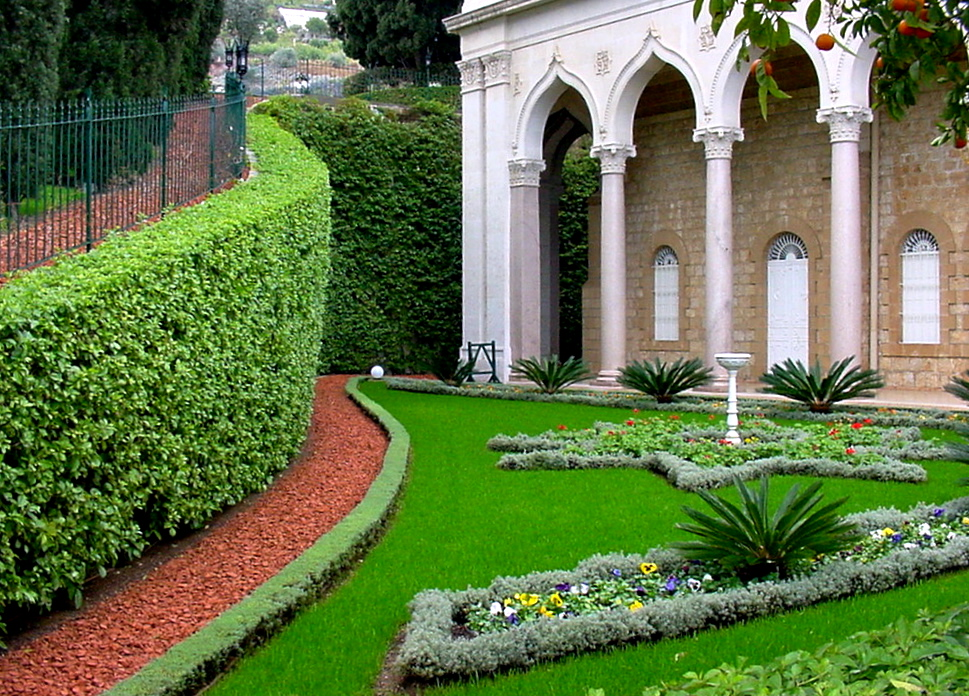
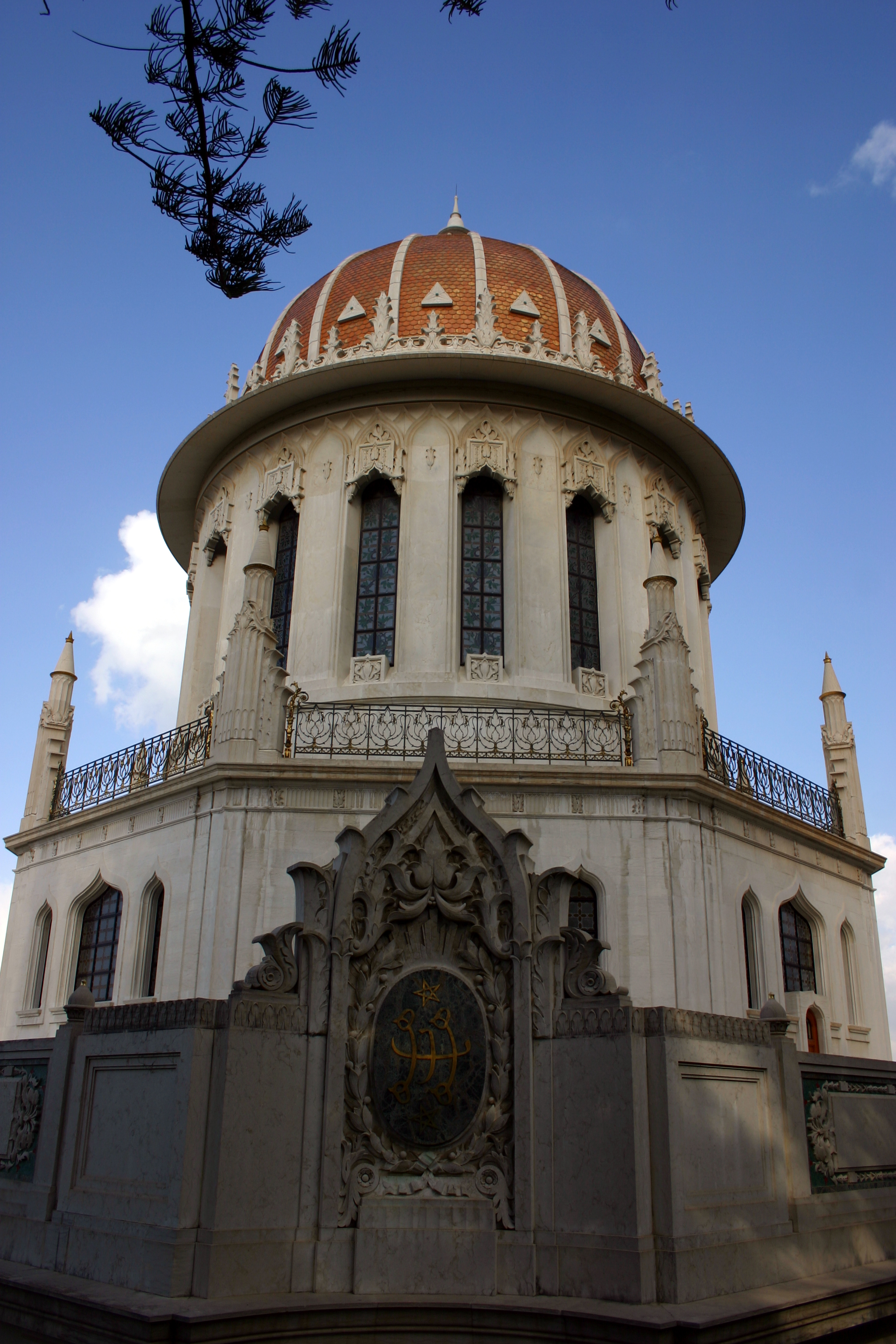
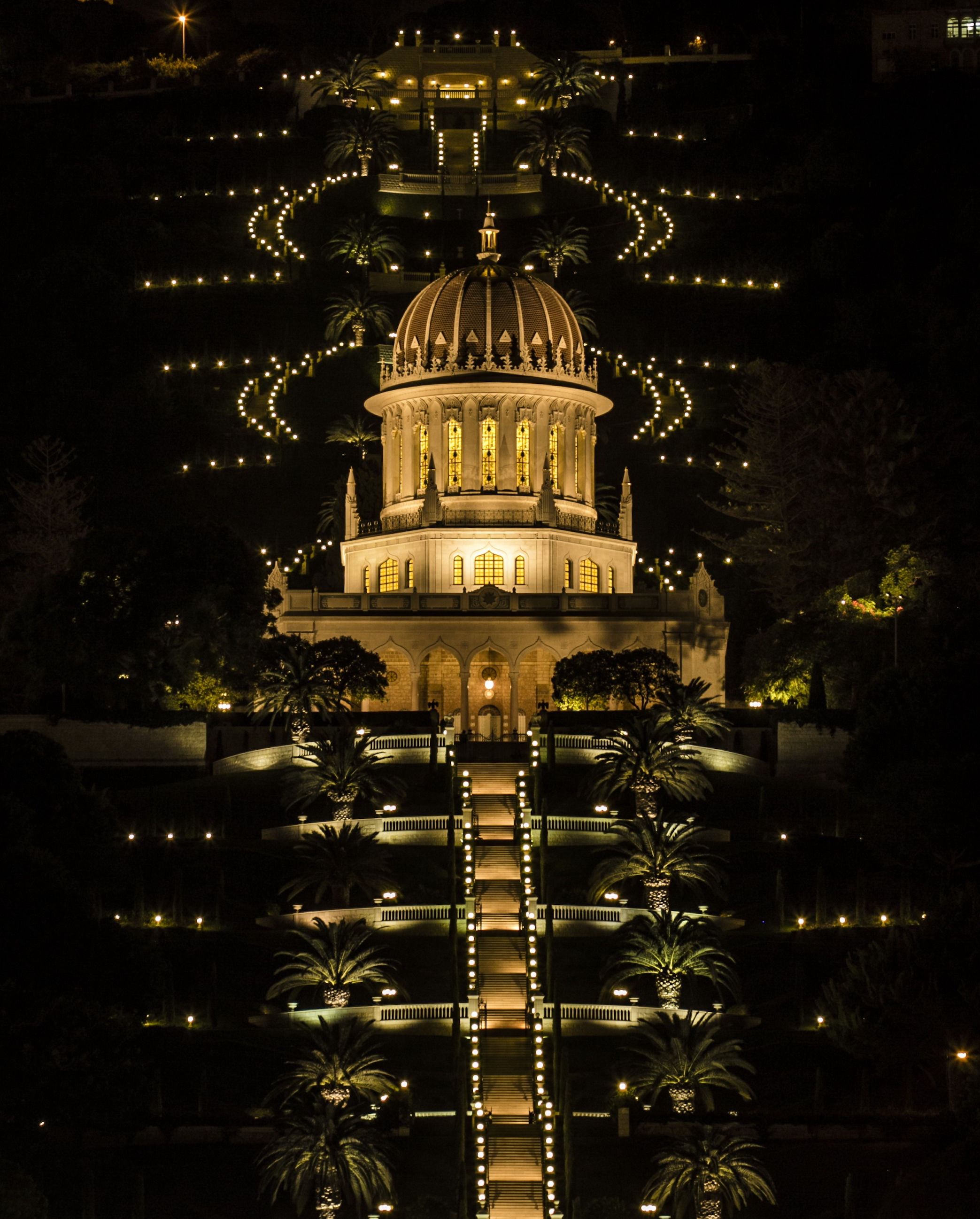
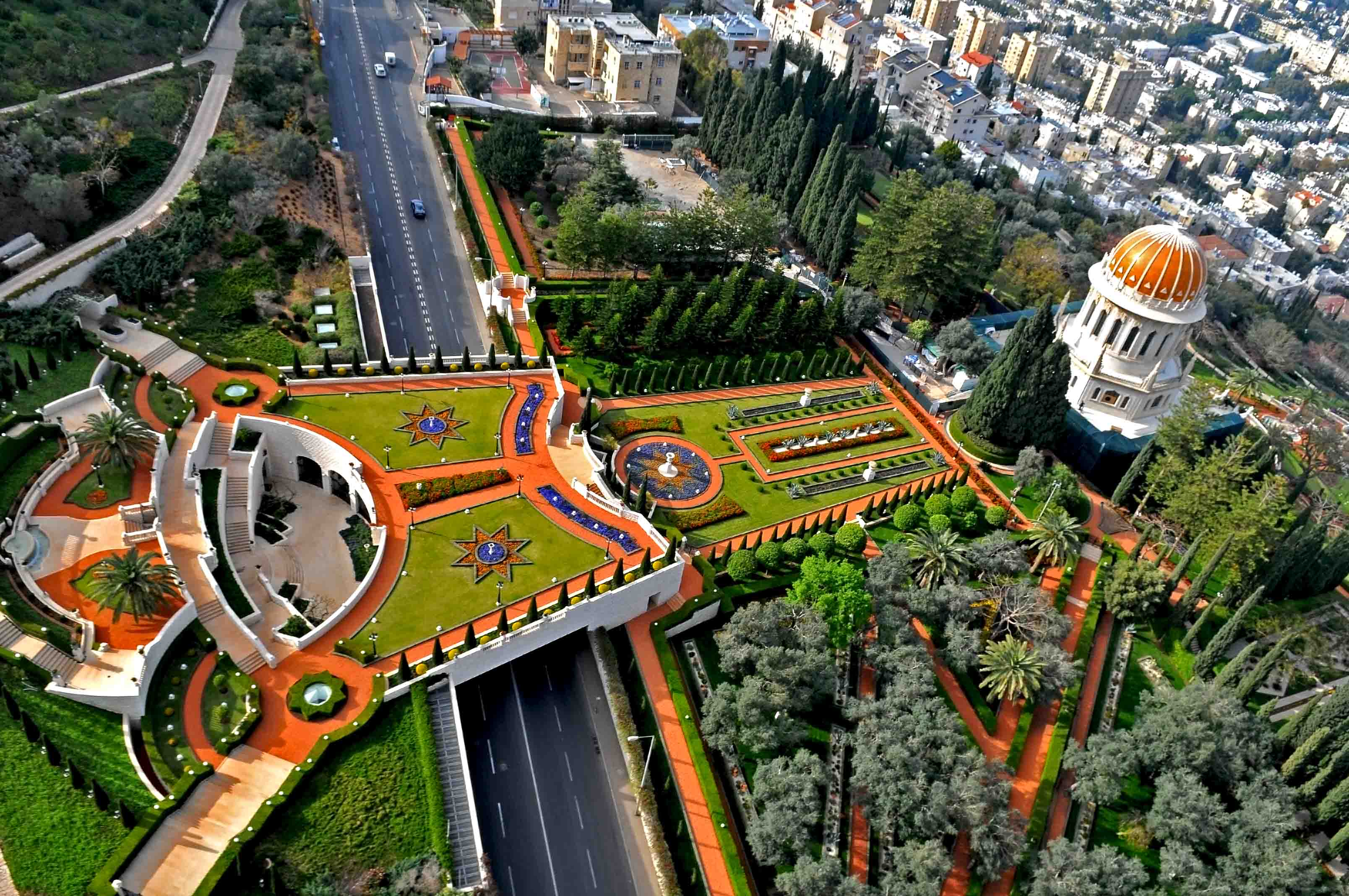
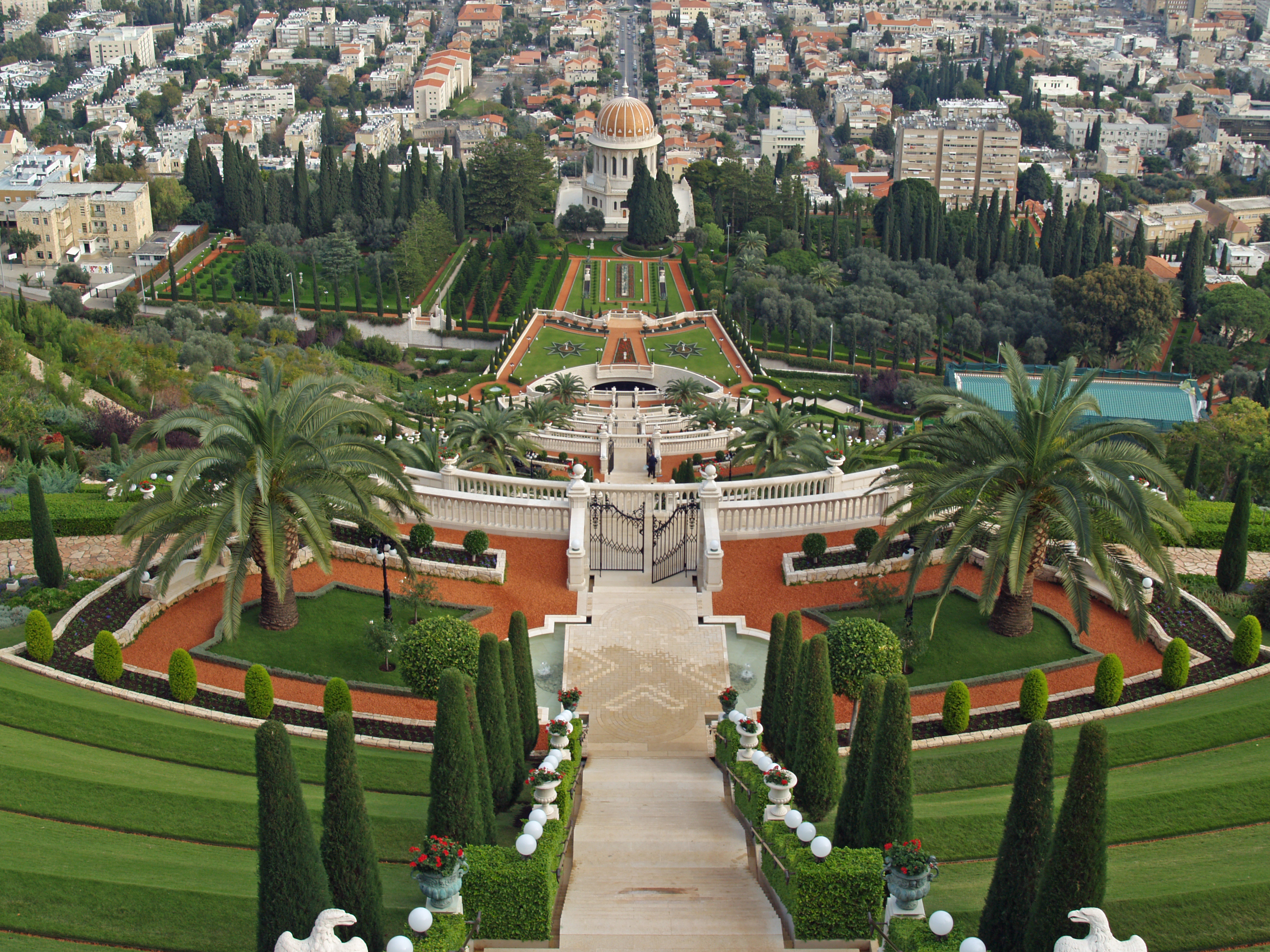
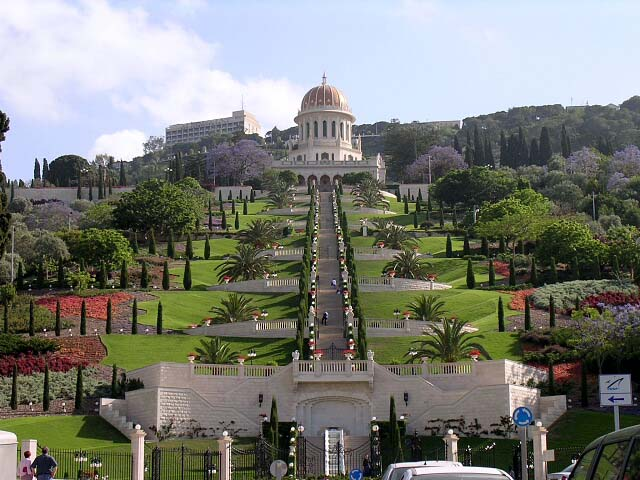